# باتمان: الهالووين الطويل
باتمان: الهالوين الطويل (Batman: The Long Halloween) هي سلسلة قصص مصورة مكونة من 13 إصدار، من تأليف جيف لوب ورسم تيم سيل. نشرت كل شهر بواسطة دي سي كومكس في 1996 و 1997.
تقع أحداثها خلال الأيام الأولى لباتمان، الهالوين الطويل يروي قصة سفاح غامض يدعى «هولداي» (Holiday)، يقتل الناس في العُطل، مرة كل شهر. يصارع باتمان الزمن في محاولته لإيقاف هذا السفاح وذلك بالتعاون مع المدعي العام هارفي دينت والكابتن جيمس غوردن. القصة تركز ايضاً على تحول هارفي دينت إلى «ذو الوجهين».